# Titanobochica magna
Titanobochica magna, comummente conhecido como pseudoescorpião-gigante, é uma espécie predatória de pseudoescorpião cavernícola gigante da família Bochicidae, que habita as grutas do Algarve, de Portimão a Olhão.

## Etimologia
Quanto ao nome científico desta espécie:
- O nome genérico, Titanobochica, resulta da aglutinação do étimo latino clássico Tītān, por alusão aos Titãs da mitologia grega, raça de gigantes, filhos de Gaia e Urano, ( tratando-se de um elemento etimológico comum para veicular a noção de «grande» e Bochica, por alusão à divindade homónima do povo Chibcha, oriundo da Colômbia;[2]

- O epíteto específico, magna, provém do latim[3], tratando-se de uma declinação do étimo, magnum, e significa «de grandes dimensões; de grande valior».[4]

## História da sua descoberta
Foi descoberto pela bióloga portuguesa Ana Sofia Reboleira, durante o seu doutoramento e descrito em 2010 por Juan A. Zaragoza e Ana Sofia Reboleira.
O material típico desta espécie encontra-se na colecção de Ana Sofia Reboleira, Juan A. Zaragoza (Universidad de Alicante), na colecção da Universidad de La Laguna, do Museu de Ciências Naturais de Barcelona, Museu de História Natural de Genéve, de Paris e de Madrid.
Este espectacular pseudoescorpião cavernícola foi nomeado descoberta do mês pela revista inglesa BBC Wildlife, em Novembro de 2011 e em 2013 foi eleito como uma das novas espécies mais incríveis do planeta Terra, pelo International Institute for Species Exploration da Universidade do Arizona, USA.

## Adaptações à vida nas grutas
Titanobochica magna é caracterizado por um extremo grau de troglobiomorfismo, ie, adaptação à vida nas grutas. É despigmentado, carece de olhos e coloração e apresenta os apêndices corporais muito alongados. É uma espécie endémica das grutas do carso Algarvio e um dos maiores e mais troglomorfos pseudoescorpiões do mundo.

## Sistemática e biogeografia
A espécie Titanobochica magna pertence à família Bochicidae, que é composta por espécies maioritariamente cavernícolas e distribuídas pelo continente americano. Este família apresenta dois representantes europeus, ambos com vida subterrânea no bordo sul da Península Ibérica, sendo por isso, considerados espécies-relíquia, uma vez que os seus parentes à superfície se extinguiram.